# European Le Mans Series 2013
Dziesiąty sezon European Le Mans Series rozpoczął się 13 kwietnia na torze Silverstone, gdzie seria towarzyszyła serii FIA World Endurance Championship, a zakończy się 28 września na torze Circuit Paul Ricard, gdzie seria będzie towarzyszyć serii World Series by Renault.

## Lista startowa
Przed sezonem miało uczestniczyć w tej serii 29 załóg. Jednakże w pierwszej rundzie sezonu wystąpiło 23 załogi, choć wystąpić miało 25 załóg.
| Zespół                   | Nadwozie                        | Silnik                 | Opona | Nr | Kierowcy                 | Rundy     | Klasa |
| ------------------------ | ------------------------------- | ---------------------- | ----- | -- | ------------------------ | --------- | ----- |
| Thiriet by TDS Racing    | Oreca 03                        | Nissan VK45DE 4.5 L V8 | D     | 1  | Pierre Thiriet           | Wszystkie | LMP2  |
| Thiriet by TDS Racing    | Oreca 03                        | Nissan VK45DE 4.5 L V8 | D     | 1  | Jonathan Hirschi         | 1         | LMP2  |
| Thiriet by TDS Racing    | Oreca 03                        | Nissan VK45DE 4.5 L V8 | D     | 1  | Mathias Beche            | 2–5       | LMP2  |
| Greaves Motorsport       | Zytek Z11SN                     | Nissan VK45DE 4.5 L V8 | D     | 3  | Chris Dyson              | 1         | LMP2  |
| Greaves Motorsport       | Zytek Z11SN                     | Nissan VK45DE 4.5 L V8 | D     | 3  | Michael Marsal           | 1         | LMP2  |
| Greaves Motorsport       | Zytek Z11SN                     | Nissan VK45DE 4.5 L V8 | D     | 3  | David Heinemeier Hansson | 2         | LMP2  |
| Greaves Motorsport       | Zytek Z11SN                     | Nissan VK45DE 4.5 L V8 | D     | 3  | Tom Kimber-Smith         | 2         | LMP2  |
| Boutsen Ginion Racing    | Oreca 03                        | Nissan VK45DE 4.5 L V8 | D     | 4  | Bastien Brière           | 1–2       | LMP2  |
| Boutsen Ginion Racing    | Oreca 03                        | Nissan VK45DE 4.5 L V8 | D     | 4  | Thomas Dagoneau          | 1–2       | LMP2  |
| Boutsen Ginion Racing    | Oreca 03                        | Nissan VK45DE 4.5 L V8 | D     | 4  | John Hartshorne          | 1–2, 4-5  | LMP2  |
| Boutsen Ginion Racing    | Oreca 03                        | Nissan VK45DE 4.5 L V8 | D     | 4  | Dominik Kraihamer        | 3         | LMP2  |
| Boutsen Ginion Racing    | Oreca 03                        | Nissan VK45DE 4.5 L V8 | D     | 4  | Thomas Holzer            | 3         | LMP2  |
| Boutsen Ginion Racing    | Oreca 03                        | Nissan VK45DE 4.5 L V8 | D     | 4  | Khaled Al Mudhaf         | 4         | LMP2  |
| Boutsen Ginion Racing    | Oreca 03                        | Nissan VK45DE 4.5 L V8 | D     | 4  | Renaud Kuppens           | 5         | LMP2  |
| Boutsen Ginion Racing    | Oreca 03                        | Nissan VK45DE 4.5 L V8 | D     | 4  | James Swift              | 5         | LMP2  |
| Murphy Prototypes        | Oreca 03                        | Nissan VK45DE 4.5 L V8 | D     | 18 | Brendon Hartley          | Wszystkie | LMP2  |
| Murphy Prototypes        | Oreca 03                        | Nissan VK45DE 4.5 L V8 | D     | 18 | Mark Patterson           | 1–2       | LMP2  |
| Murphy Prototypes        | Oreca 03                        | Nissan VK45DE 4.5 L V8 | D     | 18 | Jonathan Hirschi         | 3-5       | LMP2  |
| HVM Status GP            | Lola B12/80                     | Judd HK 3.6 L V8       | D     | 30 | Tony Burgess             | 2         | LMP2  |
| HVM Status GP            | Lola B12/80                     | Judd HK 3.6 L V8       | D     | 30 | Jonathan Hirschi         | 2         | LMP2  |
| Race Performance         | Oreca 03                        | Judd HK 3.6 L V8       | D     | 34 | Michel Frey              | Wszystkie | LMP2  |
| Race Performance         | Oreca 03                        | Judd HK 3.6 L V8       | D     | 34 | Patric Niederhauser      | 1–4       | LMP2  |
| Race Performance         | Oreca 03                        | Judd HK 3.6 L V8       | D     | 34 | Marcello Marateotto      | 5         | LMP2  |
| Signatech Alpine         | Alpine (Oreca 03)               | Nissan VK45DE 4.5 L V8 | M     | 36 | Pierre Ragues            | Wszystkie | LMP2  |
| Signatech Alpine         | Alpine (Oreca 03)               | Nissan VK45DE 4.5 L V8 | M     | 36 | Nelson Panciatici        | 1–3       | LMP2  |
| SMP Racing               | Oreca 03                        | Nissan VK45DE 4.5 L V8 | D     | 37 | Maurizio Mediani         | 3-5       | LMP2  |
| SMP Racing               | Oreca 03                        | Nissan VK45DE 4.5 L V8 | D     | 37 | Siergiej Złobin          | 3-5       | LMP2  |
| SMP Racing               | Ferrari 458 Italia GT3          | Ferrari 4.5 L V8       | M     | 68 | Aleksander Frołow        | 2         | GTC   |
| SMP Racing               | Ferrari 458 Italia GT3          | Ferrari 4.5 L V8       | M     | 68 | Dewi Markozow            | 2, 5      | GTC   |
| SMP Racing               | Ferrari 458 Italia GT3          | Ferrari 4.5 L V8       | M     | 68 | Jurij Ewstigniejew       | 2, 5      | GTC   |
| SMP Racing               | Ferrari 458 Italia GT3          | Ferrari 4.5 L V8       | M     | 68 | Luca Persiani            | 5         | GTC   |
| SMP Racing               | Ferrari 458 Italia GT3          | Ferrari 4.5 L V8       | M     | 69 | Fabio Babini             | 2–5       | GTC   |
| SMP Racing               | Ferrari 458 Italia GT3          | Ferrari 4.5 L V8       | M     | 69 | Kiriłł Ładygin           | 2–5       | GTC   |
| SMP Racing               | Ferrari 458 Italia GT3          | Ferrari 4.5 L V8       | M     | 69 | Wiktor Szajtar           | 2–5       | GTC   |
| SMP Racing               | Ferrari 458 Italia GT3          | Ferrari 4.5 L V8       | M     | 72 | Boris Rotenberg          | 2, 5      | GTC   |
| SMP Racing               | Ferrari 458 Italia GT3          | Ferrari 4.5 L V8       | M     | 72 | Siergiej Złobin          | 2         | GTC   |
| SMP Racing               | Ferrari 458 Italia GT3          | Ferrari 4.5 L V8       | M     | 72 | Maurizio Mediani         | 2         | GTC   |
| SMP Racing               | Ferrari 458 Italia GT3          | Ferrari 4.5 L V8       | M     | 72 | Dewi Markozow            | 3         | GTC   |
| SMP Racing               | Ferrari 458 Italia GT3          | Ferrari 4.5 L V8       | M     | 72 | Aleksander Frołow        | 3         | GTC   |
| SMP Racing               | Ferrari 458 Italia GT3          | Ferrari 4.5 L V8       | M     | 72 | Luca Persiani            | 3         | GTC   |
| SMP Racing               | Ferrari 458 Italia GT3          | Ferrari 4.5 L V8       | M     | 72 | Mika Salo                | 5         | GTC   |
| SMP Racing               | Ferrari 458 Italia GT3          | Ferrari 4.5 L V8       | M     | 72 | Anton Ładygin            | 5         | GTC   |
| Jota Sport               | Zytek Z11SN                     | Nissan VK45DE 4.5 L V8 | D     | 38 | Oliver Turvey            | Wszystkie | LMP2  |
| Jota Sport               | Zytek Z11SN                     | Nissan VK45DE 4.5 L V8 | D     | 38 | Simon Dolan              | Wszystkie | LMP2  |
| DKR Engineering          | Lola B11/40                     | Judd HK 3.6 L V8       | D     | 39 | Olivier Porta            | 1–2       | LMP2  |
| DKR Engineering          | Lola B11/40                     | Judd HK 3.6 L V8       | D     | 39 | Romain Brandela          | 1–2       | LMP2  |
| DKR Engineering          | Lola B11/40                     | Judd HK 3.6 L V8       | D     | 39 | Stephane Raffin          | 1         | LMP2  |
| DKR Engineering          | Lola B11/40                     | Judd HK 3.6 L V8       | D     | 39 | Bernard Delhez           | 2         | LMP2  |
| DKR Engineering          | BMW Z4 GT3 (Spec 2011)          | BMW 4.4 L V8           | M     | 85 | Matthieu Lecuyer         | 5         | GTC   |
| DKR Engineering          | BMW Z4 GT3 (Spec 2011)          | BMW 4.4 L V8           | M     | 85 | Thomas Accary            | 5         | GTC   |
| DKR Engineering          | BMW Z4 GT3 (Spec 2011)          | BMW 4.4 L V8           | M     | 85 | Dimitri Enjalbert        | 5         | GTC   |
| Morand Racing            | Morgan LMP2                     | Judd HK 3.6 L V8       | D     | 43 | Natacha Gachnang         | Wszystkie | LMP2  |
| Morand Racing            | Morgan LMP2                     | Judd HK 3.6 L V8       | D     | 43 | Franck Mailleux          | 1–3       | LMP2  |
| Morand Racing            | Morgan LMP2                     | Judd HK 3.6 L V8       | D     | 43 | Christian Klien          | 4-5       | LMP2  |
| Algarve Pro Racing Team  | Oreca FLM09                     | Chevrolet LS3 6.2L V8  | M     | 46 | C.O Jones                | 3-4       | LMPC  |
| Algarve Pro Racing Team  | Oreca FLM09                     | Chevrolet LS3 6.2L V8  | M     | 46 | Nicky Catsburg           | 3-4       | LMPC  |
| Team Endurance Challenge | Oreca FLM09                     | Chevrolet LS3 6.2L V8  | M     | 47 | Alex Loan                | 1–3       | LMPC  |
| Team Endurance Challenge | Oreca FLM09                     | Chevrolet LS3 6.2L V8  | M     | 47 | Matthieu Lecuyer         | 1–2       | LMPC  |
| Team Endurance Challenge | Oreca FLM09                     | Chevrolet LS3 6.2L V8  | M     | 47 | Nico Verdonck            | 3         | LMPC  |
| Team Endurance Challenge | Oreca FLM09                     | Chevrolet LS3 6.2L V8  | M     | 48 | Soheil Ayari             | Wszystkie | LMPC  |
| Team Endurance Challenge | Oreca FLM09                     | Chevrolet LS3 6.2L V8  | M     | 48 | Anthony Pons             | Wszystkie | LMPC  |
| Team Endurance Challenge | Oreca FLM09                     | Chevrolet LS3 6.2L V8  | M     | 49 | Paul Loup Chatin         | Wszystkie | LMPC  |
| Team Endurance Challenge | Oreca FLM09                     | Chevrolet LS3 6.2L V8  | M     | 49 | Gary Hirsch              | Wszystkie | LMPC  |
| RAM Racing               | Ferrari 458 Italia GT2          | Ferrari F142 4.5 L V8  | M     | 52 | Johnny Mowlem            | Wszystkie | LMGTE |
| RAM Racing               | Ferrari 458 Italia GT2          | Ferrari F142 4.5 L V8  | M     | 52 | Matt Griffin             | Wszystkie | LMGTE |
| RAM Racing               | Ferrari 458 Italia GT2          | Ferrari F142 4.5 L V8  | M     | 53 | Gunnar Jeannette         | Wszystkie | LMGTE |
| RAM Racing               | Ferrari 458 Italia GT2          | Ferrari F142 4.5 L V8  | M     | 53 | Frankie Montecalvo       | Wszystkie | LMGTE |
| AF Corse                 | Ferrari 458 Italia GT2          | Ferrari F142 4.5 L V8  | M     | 54 | Yannick Mallégol         | Wszystkie | LMGTE |
| AF Corse                 | Ferrari 458 Italia GT2          | Ferrari F142 4.5 L V8  | M     | 54 | Jean-Marc Bachelier      | Wszystkie | LMGTE |
| AF Corse                 | Ferrari 458 Italia GT2          | Ferrari F142 4.5 L V8  | M     | 54 | Howard Blank             | Wszystkie | LMGTE |
| AF Corse                 | Ferrari 458 Italia GT2          | Ferrari F142 4.5 L V8  | M     | 55 | Piergiuseppe Perazzini   | Wszystkie | LMGTE |
| AF Corse                 | Ferrari 458 Italia GT2          | Ferrari F142 4.5 L V8  | M     | 55 | Marco Cioci              | Wszystkie | LMGTE |
| AF Corse                 | Ferrari 458 Italia GT2          | Ferrari F142 4.5 L V8  | M     | 55 | Federico Leo             | Wszystkie | LMGTE |
| AF Corse                 | Ferrari 458 Italia GT3          | Ferrari 4.5 L V8       | M     | 62 | Andrea Rizzoli           | Wszystkie | GTC   |
| AF Corse                 | Ferrari 458 Italia GT3          | Ferrari 4.5 L V8       | M     | 62 | Stefano Gai              | Wszystkie | GTC   |
| AF Corse                 | Ferrari 458 Italia GT3          | Ferrari 4.5 L V8       | M     | 62 | Lorenzo Casè             | Wszystkie | GTC   |
| Kox Racing               | Lamborghini Gallardo LP600+ GT3 | Lamborghini 5.2 L V10  | M     | 60 | Peter Kox                | 2–5       | GTC   |
| Kox Racing               | Lamborghini Gallardo LP600+ GT3 | Lamborghini 5.2 L V10  | M     | 60 | Nico Pronk               | 2–5       | GTC   |
| Kox Racing               | Lamborghini Gallardo LP600+ GT3 | Lamborghini 5.2 L V10  | M     | 60 | Dennis Retera            | 4–5       | GTC   |
| Momo Megatron            | Audi R8 LMS                     | Audi 5.2 L V10         | M     | 65 | Dylan Derdaele           | 1–2       | GTC   |
| Momo Megatron            | Audi R8 LMS                     | Audi 5.2 L V10         | M     | 65 | Raffi Bader              | 1–2       | GTC   |
| Momo Megatron            | Audi R8 LMS                     | Audi 5.2 L V10         | M     | 65 | Kuba Giermaziak          | 1–2       | GTC   |
| JMW Motorsport           | Ferrari 458 Italia GT2          | Ferrari F142 4.5 L V8  | D     | 66 | Andrea Bertolini         | Wszystkie | LMGTE |
| JMW Motorsport           | Ferrari 458 Italia GT2          | Ferrari F142 4.5 L V8  | D     | 66 | Joël Camathias           | Wszystkie | LMGTE |
| IMSA Performance Matmut  | Porsche 997 GT3-RSR             | Porsche 4.0 L Flat-6   | M     | 67 | Patrice Milesi           | Wszystkie | LMGTE |
| IMSA Performance Matmut  | Porsche 997 GT3-RSR             | Porsche 4.0 L Flat-6   | M     | 67 | Wolf Henzler             | 1         | LMGTE |
| IMSA Performance Matmut  | Porsche 997 GT3-RSR             | Porsche 4.0 L Flat-6   | M     | 67 | Patrick Long             | 2         | LMGTE |
| IMSA Performance Matmut  | Porsche 997 GT3-RSR             | Porsche 4.0 L Flat-6   | M     | 67 | Jean-Karl Vernay         | 3-5       | LMGTE |
| Prospeed Competition     | Porsche 997 GT3-RSR             | Porsche 4.0 L Flat-6   | M     | 75 | François Perrodo         | Wszystkie | LMGTE |
| Prospeed Competition     | Porsche 997 GT3-RSR             | Porsche 4.0 L Flat-6   | M     | 75 | Emmanuel Collard         | 1, 3-5    | LMGTE |
| Prospeed Competition     | Porsche 997 GT3-RSR             | Porsche 4.0 L Flat-6   | M     | 75 | Sebastien Crubilé        | 1–2       | LMGTE |
| Proton Competition       | Porsche 997 GT3-RSR             | Porsche 4.0 L Flat-6   | M     | 77 | Christian Ried           | Wszystkie | LMGTE |
| Proton Competition       | Porsche 997 GT3-RSR             | Porsche 4.0 L Flat-6   | M     | 77 | Gianluca Roda            | 1–3       | LMGTE |
| Proton Competition       | Porsche 997 GT3-RSR             | Porsche 4.0 L Flat-6   | M     | 77 | Nick Tandy               | 1, 3-5    | LMGTE |
| Proton Competition       | Porsche 997 GT3-RSR             | Porsche 4.0 L Flat-6   | M     | 77 | Paolo Ruberti            | 2         | LMGTE |
| Proton Competition       | Porsche 997 GT3-RSR             | Porsche 4.0 L Flat-6   | M     | 77 | Klaus Bachler            | 4-5       | LMGTE |
| Proton Competition       | Porsche 997 GT3-RSR             | Porsche 4.0 L Flat-6   | M     | 88 | Horst Felbermayr Jr.     | 3         | LMGTE |
| Proton Competition       | Porsche 997 GT3-RSR             | Porsche 4.0 L Flat-6   | M     | 88 | Horst Felbermayr Sr.     | 3         | LMGTE |
| Proton Competition       | Porsche 997 GT3-RSR             | Porsche 4.0 L Flat-6   | M     | 88 | Klaus Bachler            | 3         | LMGTE |
| Ecurie Ecosse            | BMW Z4 GT3                      | BMW 4.4 L V8           | M     | 79 | Ollie Millroy            | Wszystkie | GTC   |
| Ecurie Ecosse            | BMW Z4 GT3                      | BMW 4.4 L V8           | M     | 79 | Andrew Smith             | 1–3, 5    | GTC   |
| Ecurie Ecosse            | BMW Z4 GT3                      | BMW 4.4 L V8           | M     | 79 | Alasdair McCaig          | 1, 3–5    | GTC   |
| Ecurie Ecosse            | BMW Z4 GT3                      | BMW 4.4 L V8           | M     | 79 | Joe Twyman               | 2, 4      | GTC   |
| Easyrace                 | Ferrari 458 Italia GT3          | Ferrari 4.5 L V8       | M     | 83 | Tommaso Rocca            | 4         | GTC   |
| Easyrace                 | Ferrari 458 Italia GT3          | Ferrari 4.5 L V8       | M     | 83 | Diego Romanini           | 4         | GTC   |
| Easyrace                 | Ferrari 458 Italia GT3          | Ferrari 4.5 L V8       | M     | 83 | Fabio Mancini            | 4         | GTC   |
| Scuderia Villorba Corse  | Ferrari 458 Italia GT3          | Ferrari 4.5 L V8       | M     | 86 | Steeve Hiesse            | 5         | GTC   |
| Scuderia Villorba Corse  | Ferrari 458 Italia GT3          | Ferrari 4.5 L V8       | M     | 86 | Cédric Mezard            | 5         | GTC   |

## Wyniki
| Rnd. | Tor         | Data        | LMP2 Zwycięska załoga            | LMPC Zwycięska załoga           | LMGTE Zwycięska załoga                  | GTC Zwycięska załoga                       | Wyniki |
| Rnd. | Tor         | Data        | LMP2 Zwycięzcy                   | LMPC Zwycięzcy                  | LMGTE Zwycięzcy                         | GTC Zwycięzcy                              | Wyniki |
| ---- | ----------- | ----------- | -------------------------------- | ------------------------------- | --------------------------------------- | ------------------------------------------ | ------ |
| 1    | Silverstone | 13 kwietnia | No. 38 Jota Sport                | No. 48 Długodystansowa załoga   | No. 77 Proton Competition               | No. 79 Ecurie Ecosse                       | Wyniki |
| 1    | Silverstone | 13 kwietnia | Simon Dolan Oliver Turvey        | Soheil Ayari Anthony Pons       | Christian Ried Gianluca Roda Nick Tandy | Andrew Smith Ollie Millroy Alisdair McCaig | Wyniki |
| 2    | Imola       | 18 maja     | No. 1 TDS Racing                 | No. 49 Team Endurance Challenge | No. 52 RAM Racing                       | No. 69 SMP Racing                          | Wyniki |
| 2    | Imola       | 18 maja     | Pierre Thiriet Mathias Beche     | Paul Loup Chatin Gary Hirsch    | Johnny Mowlem Matt Griffin              | Fabio Babini Kiriłł Ładygin Wiktor Szajtar | Wyniki |
| 3    | Red Bull    | 20 lipca    | No. 1 TDS Racing                 | No. 49 Team Endurance Challenge | No. 52 RAM Racing                       | No. 69 SMP Racing                          | Wyniki |
| 3    | Red Bull    | 20 lipca    | Pierre Thiriet Mathias Beche     | Paul Loup Chatin Gary Hirsch    | Johnny Mowlem Matt Griffin              | Fabio Babini Kiriłł Ładygin Wiktor Szajtar | Wyniki |
| 4    | Hungaroring | 14 września | No. 36 Signatech Alpine          | No. 49 Team Endurance Challenge | No. 77 Proton Competition               | No. 69 SMP Racing                          | Wyniki |
| 4    | Hungaroring | 14 września | Pierre Ragues Nelson Panciatici  | Paul Loup Chatin Gary Hirsch    | Christian Ried Nick Tandy Klaus Bachler | Fabio Babini Kiriłł Ładygin Wiktor Szajtar | Wyniki |
| 5    | Paul Ricard | 28 września | No. 18 Murphy Prototypes         | No. 48 Team Endurance Challenge | No. 52 Ram Racing                       | No. 69 SMP Racing                          | Wyniki |
| 5    | Paul Ricard | 28 września | Brendon Hartley Jonathan Hirschi | Soheil Ayari Anthony Pons       | Johnny Mowlem Matt Griffin              | Fabio Babini Kiriłł Ładygin Wiktor Szajtar | Wyniki |

## Klasyfikacje generalne
| Legenda oznaczeń w tabelach wyników Wyświetl szablon na nowej stronie | Legenda oznaczeń w tabelach wyników Wyświetl szablon na nowej stronie                                                                     |
| Oznaczenie                                                            | Wyjaśnienie |
| --------------------------------------------------------------------- | --- |
| Złoty                                                                 | Zwycięzca lub mistrzostwo |
| Srebrny                                                               | 2. miejsce lub wicemistrzostwo |
| Brązowy                                                               | 3. miejsce lub II wicemistrzostwo |
| Zielony                                                               | Ukończył, punktował (w klasyfikacji generalnej, gdy zdobył co najmniej jeden punkt na przestrzeni sezonu, poza trzema powyższymi opcjami) |
| Niebieski                                                             | Ukończył, nie punktował (w klasyfikacji generalnej, gdy nie zdobył co najmniej jednego punktu na przestrzeni sezonu)                      |
| Czerwony                                                              | Nie zakwalifikował się (NZ) |
| Czerwony                                                              | Nie prekwalifikował się (NPK) |
| Różowy                                                                | Nie ukończył (NU) |
| Różowy                                                                | Niesklasyfikowany (NS) (w klasyfikacji generalnej, gdy nie został sklasyfikowany w żadnym wyścigu sezonu)                                 |
| Czarny                                                                | Zdyskwalifikowany (DK) |
| Czarny                                                                | Wykluczony (WYK/EX) |
| Biały                                                                 | Nie wystartował (NW) |
| Biały                                                                 | Kontuzjowany (K/INJ) |
| Biały                                                                 | Wyścig odwołany (OD/C) |
| Bez koloru                                                            | Został wycofany (WYC/WD) |
| Bez koloru                                                            | Nie przybył (NP/DNA) |
| Bez koloru                                                            | Nie brał udziału w treningach (NT/DNP) |
| Bez koloru                                                            | Nie został zgłoszony (–) |
| Pogrubienie                                                           | Start z pole position |
| Kursywa                                                               | Najszybsze okrążenie wyścigu |
| †                                                                     | Nie ukończył, ale jego rezultat został zaliczony ze względu na przejechanie więcej niż 90% dystansu wyścigu.                              |
| *                                                                     | Sezon w trakcie |
| 1/2/3                                                                 | Punktowana pozycja w sprincie |
| Lista systemów punktacji Formuły 1                                    | |

| Pierwsza | Druga | Trzecia | Czwarta | Piąta | Szósta | Siódma | Ósma | Dziewiąta | Dziesiąta |   |
| 25       | 18    | 15      | 12      | 10    | 8      | 6      | 4    | 2         | 1         | 1 |

## Klasyfikacja LMP2
| Poz. | Zespół                | SIL | IMO | RBR | HUN | CAS | Pkt. |
| ---- | --------------------- | --- | --- | --- | --- | --- | ---- |
| 1    | Signatech Alpine      | 4   | 2   | 2   | 1   | 4   | 85   |
| 2    | Thiriet by TDS Racing | 3   | 1   | 1   | 6   | 8   | 94   |
| 3    | Jota Sport            | 1   | NU  | 4   | 3   | 3   | 71   |
| 4    | Murphy Prototypes     | 7   | 6   | 7   | 2   | 1   | 64   |
| 5    | Monrad Racing         | NU  | 3   | 3   | 5   | 2   | 58   |
| 6    | Race Performance      | 2   | 4   | 5   | NU  | 7   | 46   |
| 7    | Boutsen Ginion Racing | 5   | 7   | NU  | 7   | 5   | 32   |
| 8    | SMP Racing            |     |     | 6   | 4   | 6   | 28   |
| 9    | Greaves Motorsport    | NU  | 5   |     |     |     | 10   |
| 10   | DKR Engineering       | 6   | NU  |     |     |     | 8    |
| 11   | HVM Status GP         |     | 8   |     |     |     | 4    |
| Poz. | Zespół                | SIL | IMO | RBR | HUN | CAS | Pkt. |

## Klasyfikacja LMPC
| Poz. | Zespół                   | SIL | IMO | RBR | HUN | CAS | Pkt. |
| ---- | ------------------------ | --- | --- | --- | --- | --- | ---- |
| 1    | Team Endurance Challenge | 2   | 1   | 1   | 1   | 2   | 115  |
| 2    | Team Endurance Challenge | 1   | 2   | 4   | 2   | 1   | 98   |
| 3    | Team Endurance Challenge | NU  | 3   | 2   |     |     | 33   |
| 4    | Algarve Pro Racing Team  |     |     | 3   | NU  |     | 16   |
| Poz. | Zespół                   | SIL | IMO | RBR | HUN | CAS | Pkt. |

## Klasyfikacja GTE
| Poz. | Zespół                  | SIL | IMO | RBR | HUN | CAS | Pkt. |
| ---- | ----------------------- | --- | --- | --- | --- | --- | ---- |
| 1    | RAM Racing              | 2   | 1   | 1   | 2   | 1   | 114  |
| 2    | Proton Competition      | 1   | 5   | 8   | 1   | 3   | 80   |
| 3    | AF Corse                | 7   | 2   | 4   | 3   | 4   | 63   |
| 4    | RAM Racing              | 3   | 3   | 3   | 6   | 5   | 63   |
| 5    | JMW Motorsport          | 4   | 4   | 2   | NU  | 2   | 61   |
| 6    | Prospeed Competition    | 5   | NU  | 5   | 4   | 6   | 40   |
| 7    | IMSA Performance Matmut | 6   | 6   | 7   | 5   | 7   | 38   |
| 8    | AF Corse                | 8   | 7   | 9   | NU  | 8   | 16   |
| 9    | Proton Competition      |     |     | 6   |     |     | 8    |
| Poz. | Zespół                  | SIL | IMO | RBR | HUN | CAS | Pkt. |

## Klasyfikacja GTC
| Poz. | Zespół                  | SIL | IMO | RBR | HUN | CAS | Pkt. |
| ---- | ----------------------- | --- | --- | --- | --- | --- | ---- |
| 1    | SMP Racing              |     | 1   | 1   | 1   | 1   | 100  |
| 2    | AF Corse                | 2   | 2   | 2   | 3   | 7   | 76   |
| 3    | Ecurie Ecosse           | 1   | 3   | 3   | NU  | 4   | 67   |
| 4    | SMP Racing              |     | 4   | 5   | 2   | 2   | 59   |
| 5    | SMP Racing              |     | 5   |     |     | 5   | 21   |
| 6    | Momo Megatron DF1       | 3   | NU  |     |     |     | 16   |
| 7    | Scuderia Villorba Corse |     |     |     |     | 3   | 15   |
| 8    | KOX Racing              |     | NU  | 4   | NU  | NU  | 13   |
| 9    | Easyrace                |     |     |     | 4   |     | 12   |
| 10   | DKR Engineering         |     |     |     |     | 6   | 8    |
| Poz. | Zespół                  | SIL | IMO | RBR | HUN | CAS | Pkt. |

### Mistrzostwa kierowców

#### Klasyfikacja LMP2
| Pozycja | Kierowca            | Punkty |
| ------- | ------------------- | ------ |
| 1       | Nelson Panciatici   | 85     |
| 1       | Pierre Ragues       | 85     |
| 2       | Pierre Thiriet      | 77     |
| 3       | Oliver Turvey       | 71     |
| 3       | Simon Dolan         | 71     |
| 4       | Jonathan Hirschi    | 69     |
| 5       | Brendon Hartley     | 64     |
| 6       | Mathias Beche       | 62     |
| 7       | Natacha Gachnang    | 58     |
| 8       | Michel Frey         | 46     |
| 9       | Patric Niederhauser | 40     |
| 10      | Franck Mailleux     | 30     |
| 11      | Christian Klien     | 28     |
| 12      | Maurizio Mediani    | 28     |
| 12      | Siergiej Złobin     | 28     |

#### Klasyfikacja LMPC
| Pozycja | Kierowca         | Punkty |
| ------- | ---------------- | ------ |
| 1       | Gary Hirsch      | 115    |
| 1       | Paul Loup Chatin | 115    |
| 2       | Anthony Pons     | 98     |
| 2       | Soheil Ayari     | 98     |
| 3       | Alex Loan        | 33     |
| 4       | Nico Verdonck    | 18     |
| 5       | Cornelius Jones  | 16     |
| 5       | Nick Catsburg    | 16     |
| 6       | Matthieu Lecuyer | 15     |

#### Klasyfikacja GTE
| Pozycja | Kierowca               | Punkty |
| ------- | ---------------------- | ------ |
| 1       | Johnny Mowlem          | 114    |
| 1       | Matt Griffin           | 114    |
| 2       | Christian Ried         | 80     |
| 3       | Nick Tandy             | 70     |
| 4       | Marco Cioci            | 63     |
| 4       | Piergiuseppe Perazzini | 63     |
| 4       | Federico Leo           | 63     |
| 5       | Frank Montecalvo       | 63     |
| 5       | Gunnar Jeannette       | 63     |
| 6       | Andrea Bertolini       | 61     |
| 6       | Joël Camathias         | 61     |
| 7       | Klaus Bachler          | 48     |
| 8       | Emmanuel Collard       | 10     |
| 8       | François Perrodo       | 10     |
| 8       | Gianluca Roda          | 10     |
| 9       | Patrice Milesi         | 38     |
| 10      | Jean-Karl Vernay       | 22     |

#### Klasyfikacja GTC
| Pozycja | Kierowca           | Punkty |
| ------- | ------------------ | ------ |
| 1       | Fabio Babini       | 100    |
| 1       | Kiriłł Ładygin     | 100    |
| 1       | Wiktor Szajtar     | 100    |
| 2       | Andrea Rizzoli     | 76     |
| 2       | Lorenzo Casé       | 76     |
| 2       | Stefano Gai        | 76     |
| 3       | Andrew Smith       | 67     |
| 3       | Ollie Millroy      | 67     |
| 4       | Aleksandier Frołow | 57     |
| 4       | Dewi Markozow      | 57     |
| 5       | Luca Persiani      | 47     |
| 6       | Alasdair McCaig    | 40     |